# Тамо где ракови певају (филм)
Тамо где ракови певају (енгл. Where the Crawdads Sing) амерички је драмски филм из 2022. године, по истоименом роману Делије Овенс. Режију потписује Оливија Њуман, по сценарију Луси Алибар, док је продуценткиња филма Рис Видерспун. Глумачку поставу предводи Дејзи Едгар Џоунс, док споредне улоге глуме: Тејлор Џон Смит, Харис Дикинсон, Мајкл Хајат, Стерлинг Мејсер Млађи и Дејвид Стратерн. Прича прати напуштену, али пркосну девојку Кају, која одраста у мочвари Северне Каролине, временом поставши природњак. Након што је суграђанин пронађен мртав, она је главна осумњичена и оптужена за убиство.
Премијерно је приказан 11. јула 2022. године у Музеју модерне уметности у Њујорку, док је 15. јула пуштен у биоскопе у САД, односно 18. августа у Србији. Добио је помешане рецензије критичара, који су похвалили глуму главне глумице, али су сматрали да је тон филма некохерентан. Критике публике биле су знатно позитивније, док је такође остварио комерцијални успех, зарадивши преко 135 милиона долара наспрам буџета од 24 милиона долара.

## Радња
Каја је бескрајно сналажљива млада девојка која одраста у мочвари Северне Каролине. Касније постаје осумњичена за убиство човека који ју је једном прогањао.
Почетком 1950-их Кају је напустила њена породица и научила је да преживи сама. Њен пријатељ Тејт Вокер учи је да чита и пише и она се заљубљује у њега, али поново остаје сама када он оде на факултет.
Чејс Ендруз је квотербек који обећава Каји брак, али се он не дешава. Након што је прекинула њихову везу, он је напада и она за длаку побегне. Затим, док је одсутна, Чејс је пронађен мртав, а Каја је осумњичена за убиство, док докази против ње изгледају непремостиви.

## Улоге
| Глумац                | Улога                  |
| --------------------- | ---------------------- |
| Дејзи Едгар Џоунс     | Кетрин „Каја” Кларк    |
| Тејлор Џон Смит       | Тејт Вокер             |
| Харис Дикинсон        | Чејс Ендруз            |
| Мајкл Хајат           | Мејбел Медисон         |
| Стерлинг Мејсер Млађи | Џејмс „Џампин” Медисон |
| Дејвид Стратерн       | Том Милтон             |
| Гарет Дилахант        | „Па” Џексон Кларк      |
| Ана О’Рајли           | „Ма” Џулијана Кларк    |
| Логан Макреј          | Џереми „Џоди” Кларк    |
| Бил Кели              | шериф Џексон           |
| Џејсон Ворнер Смит    | Џо Пердју              |
| Ерик Ладин            | Ерик Частејн           |